# تشيترا بهادر كي.سي.
تشيترا بهادر كي.سي. هو سياسي نيبالي، ولد في 1934 في مديرية باغلونغ ‏ في نيبال. نشط حزبياً في Rastriya Janamorcha ‏. وقد انتخب عضو برلمان نيبال ‏ وانتخب عضو الجمعية التاسيسية ‏.